# Til kamp mod spekulanterne
|  | Denne artikel er oprettet af botten Steenthbot ud fra en ekstern database. Den kan derfor have sproglige fejl eller mangler. Denne skabelon kan fjernes efter kontrol af indholdet. |

Til kamp mod spekulanterne er en dansk dokumentarfilm fra 2023 instrueret af Christoffer Dreyer.

## Handling
På det ydre Frederiksberg ligger Den Sønderjyske By. Et smukt og charmerende ejendomskompleks med 308 lejligheder med små haver, hvor man kan bo billigt til leje. Her bor pædagoger, enlige forsørgere, pensionister, kunstnere og småbørnsfamilier i skøn forening. Sådan er det i hvert fald indtil begyndelsen af december 2018, hvor verdens største kapitalfond Blackstone køber Den Sønderjyske By af Frederiksberg Boligfond for 538 millioner kr.
Lejerne, med beboerformanden Søren i spidsen, vælger at tage kampen op mod Blackstone og laver både store og små demonstrationer. Der er opbakning fra mange sider, og pressen dækker ivrigt de små lejeres kamp og modstand mod den store amerikanske kapitalfond. Lejerne får endnu mere medvind, da et gammelt skøde fra 1932 dukker op. Skødet dikterer, at hvis ejendommen nogensinde bliver solgt skal lejerne tilbydes hele ejendommen med de 308 lejligheder for 2,8 millioner kr.
Beboerne hyrer advokaten Lars Langkjær, som er en af Danmarks bedste boligadvokater til at føre retssagen. En retssag, der på sigt kan gøre samtlige beboere til boligmillionærer.
Sammenholdet og idealismen bliver dog sat på prøve, og dilemmaerne vælter ind. For vælger lejerne at føre sagen til ende, kan det medføre konkurser og nedsmeltning af hele udlejnings-markedet på Frederiksberg.